# Himatnagar
Himatnagar är en stad i den indiska delstaten Gujarat, och är huvudort för distriktet Sabarkantha. Folkmängden uppgick till 81 137 invånare vid folkräkningen 2011.
Fram till 1912 hette staden Ahmadnagar (Ahmednagar).